# Slåtterholmen
Slåtterholmen är en ö i Finland. Den ligger i Finska viken eller Skärgårdshavet och i kommunen Raseborg i den ekonomiska regionen  Raseborg i landskapet Nyland, i den södra delen av landet. Ön ligger omkring 89 kilometer väster om Helsingfors.
Öns area är 5,8 hektar och dess största längd är 490 meter i sydväst-nordöstlig riktning. Ön höjer sig omkring 20 meter över havsytan. I omgivningarna runt Slåtterholmen växer i huvudsak barrskog.